# Koningschinchilla
De koningschinchilla (Chinchilla chinchilla, synoniem: Chinchilla brevicaudata.)  is een zoogdier uit de familie van de wolmuizen (Chinchillidae). De wetenschappelijke naam van de soort werd gepubliceerd door Lichtenstein in 1829.

## Voorkomen
De soort komt voor in Peru, Bolivia, Argentinië en Chili.

## Uitgestorven of niet?
Er wordt verondersteld dat de koningschinchilla zeldzaam is of mogelijk is uitgestorven in het wild. Terwijl sommigen menen dat het laatste dier gezien werd in 1953, verklaart de IUCN dat C. brevicaudata nog steeds in moeilijk bereikbare gebieden zou kunnen bestaan, bijvoorbeeld daar waar de grenzen van Argentinië, Chili en Bolivia samenkomen. Er is ook een ongecontroleerde melding geweest van C. brevicaudata in noordelijk Chili in het Lauca Nationaal Park rond 1970. De condities in het Sajama Nationaal Park van Bolivia zouden ideaal zijn voor de soort om te kunnen overleven, maar er is niets officieel vastgesteld van hun aanwezigheid daar.
De in het wild levende populatie is nu volledig beschermd. Het handhaven is moeilijk vanwege de afgelegen gebieden waarin de dieren leven. De hoge waarde van hun bont creëert een stimulans voor vallenzetters om de wet te overtreden. In het verleden heeft de bescherming van chinchilla's geresulteerd in een geweldige toename in de prijs van hun bont. Bijvoorbeeld het in 1910 getekende verdrag tussen Chili, Bolivia, Peru en Argentinië had dit resultaat en het vangen van chinchilla's voor bont ging gewoon verder ondanks het verbod. Een doeltreffende bescherming van de C. brevicaudata zou de ontdekking van een in het wild levende populatie en hun bescherming door getrainde permanente bewakers betekenen.
Het is onwaarschijnlijk dat C. brevicaudata net zo wordt bedreigd door een verlies van habitat als C. lanigera. Menselijke activiteiten zoals mijnbouw en het laten grazen van geiten en ander vee zijn ernstige bedreigingen voor nog aanwezige wilde populaties. Het dier wordt mogelijk ook bedreigd door het oogsten van de algarrobilla struik (Balsamocarpon brevifolium) en door concurrentie met soorten van het geslacht Octodon en Abrocoma. Andere factoren zoals vossen beïnvloeden ook de chinchilla populatie.
Pogingen tot herintroductie zijn niet succesvol geweest. Verdere studies naar de voortplanting en de omstandigheden die populaties beïnvloeden, kan in de toekomst mogelijk tot meer resultaat leiden.